# هیدروکسی‌تیروسول
هیدروکسی‌تیروسول (به انگلیسی: Hydroxytyrosol) با فرمول شیمیایی C۸H۱۰O۳ یک ترکیب شیمیایی با شناسه پاب‌کم ۸۲۷۵۵ است. که جرم مولی آن ۱۵۴٫۱۶ g/mol می‌باشد. شکل ظاهری این ترکیب، مایع بی‌رنگ است.